# Robert Weber (Bauingenieur)
Robert Weber (* 29. September 1928; † 9. Juni 2023) war ein deutscher Bauingenieur und Hochschullehrer, Autor mehrerer Fachbücher über Beton und entscheidender Mitgestalter der einschlägigen DIN- und EU-Normen.
Sein bekanntestes Werk ist Guter Beton, das mittlerweile in der 24. Auflage im Verlag Bau+Technik erscheint. Es erläutert auch die neue europäischen Betonnorm, sodass Webers bewährtes Nachschlagewerk neben Deutschland nun auch in Österreich und Schweiz vermehrt nutzbar ist.
Auch Arbeiten zu Prüf- und Produktnormen für Zement, Betonzusätze und Gesteinskörnungen zählten zu Webers Tätigkeitsbereich.
Er promovierte in den 1950er Jahren an der RWTH Aachen zum Dr.-Ing. und erforscht die Baustoffe Beton und Zement seit etwa 1960, als er seine Tätigkeit beim Bundesverband der Deutschen Zementindustrie in Köln begann. Die folgenden Stationen als Bauberater, Geschäftsführer, erfolgreicher Sachbuchautor und Hochschullehrer verschafften ihm in der Branche einen klingenden Namen.
Er war 1974 Mitgründer und bis zum Jubiläumsjahr 1999 der 1. Vorsitzende des Verbands Deutscher Betoningenieure e.V. Der große Einsatz bei der Gestaltung und dem Aufbau des VDB und insbesondere auch die Einbeziehung der Betoningenieure aus den neuen Bundesländern in den VDB wurde im Mai 1992 mit der Verleihung des Bundesverdienstkreuzes am Band gewürdigt.
Seit seinem Ruhestand stand er der Fachzeitschrift „beton“ als technologischer Berater vermehrt zur Verfügung.

## Schriften (Auswahl)
- Guter Beton. 2007